# Benedetto Civiletti
Benedetto Civiletti est un sculpteur italien, né à Palerme le 1er octobre 1845 et mort dans la même ville le 22 septembre 1899.

## Biographie
Benedetto Civiletti est l'élève du peintre Andrea D'Antoni à Palerme, puis du sculpteur Giovanni Dupré à Florence.
Il retourne à Palerme en 1865 et achève la statue du Jeune Dante ou Dantino, exposée à Milan, Vienne, et à La Nouvelle-Orléans. Influencé par les récits des luttes grecques pour la liberté, écrits par Angelo Brofferio dans Scene elleniche (1844), il crée Kanaris à Chios, connu à Palerme sous le nom de Fratelli Kanaris ou I marinai del Giardino Inglese. Cette grande sculpture en marbre montre deux hommes, dont le combattant grec Konstantínos Kanáris, guidant un brûlot chargé d'explosifs vers la flotte ottomane. Achetée par le prince Humbert de Savoie lors de son exposition à Palerme, la sculpture est ensuite exposée à Paris, où elle remporta une médaille d'or à l'Exposition universelle de 1878.
Au cours de la décennie suivante il crée les statues de Jésus à Gesthémané, Jules César, La Dernière heure de Missolonghi, La Rosmunda, Frédéric II exposées dans diverses capitales européennes.
Il meurt à Palerme. Plusieurs de ses œuvres publiques y sont exposées.

## Galerie

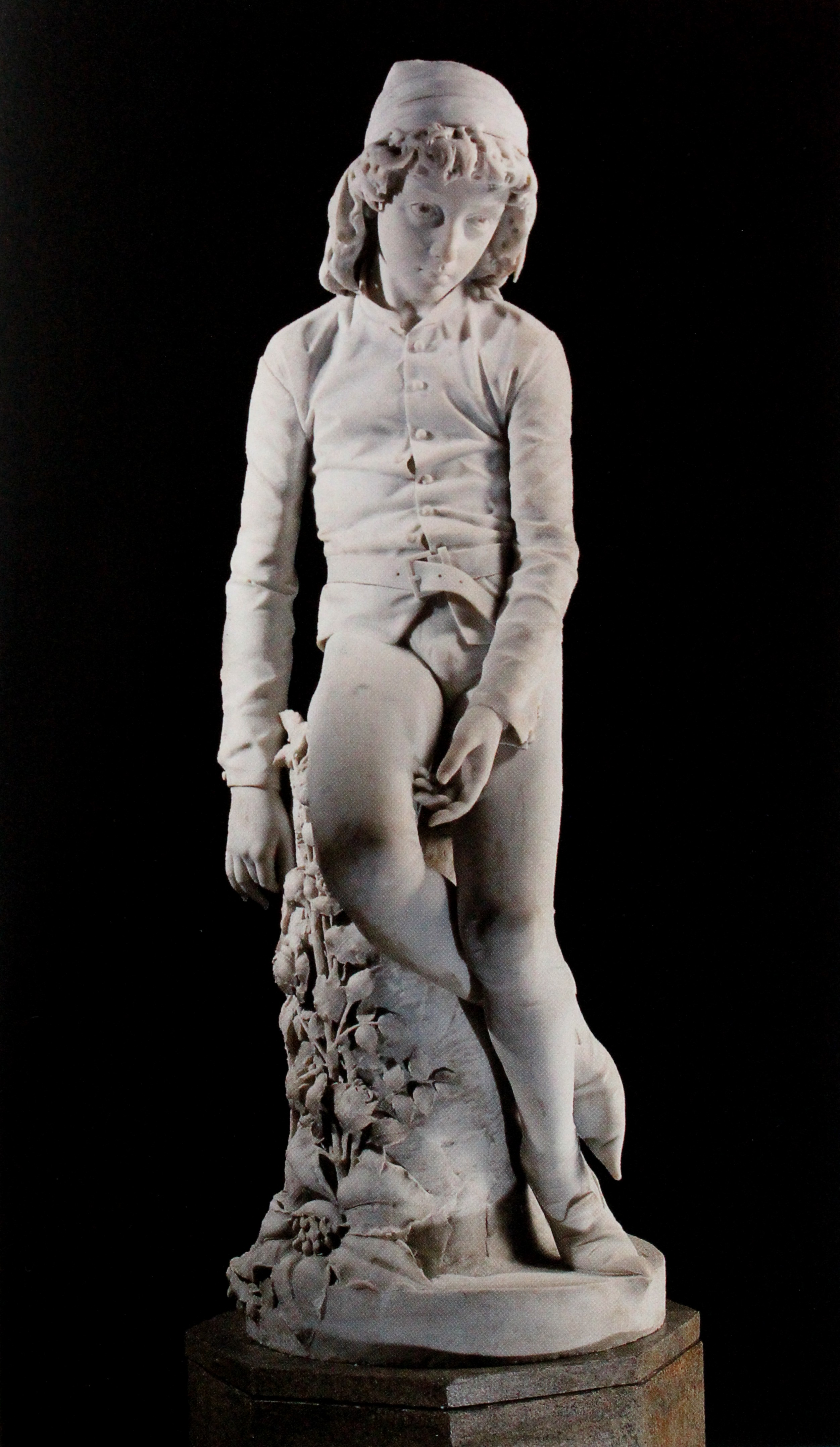
Jeune Dante ou Dantino (1865)
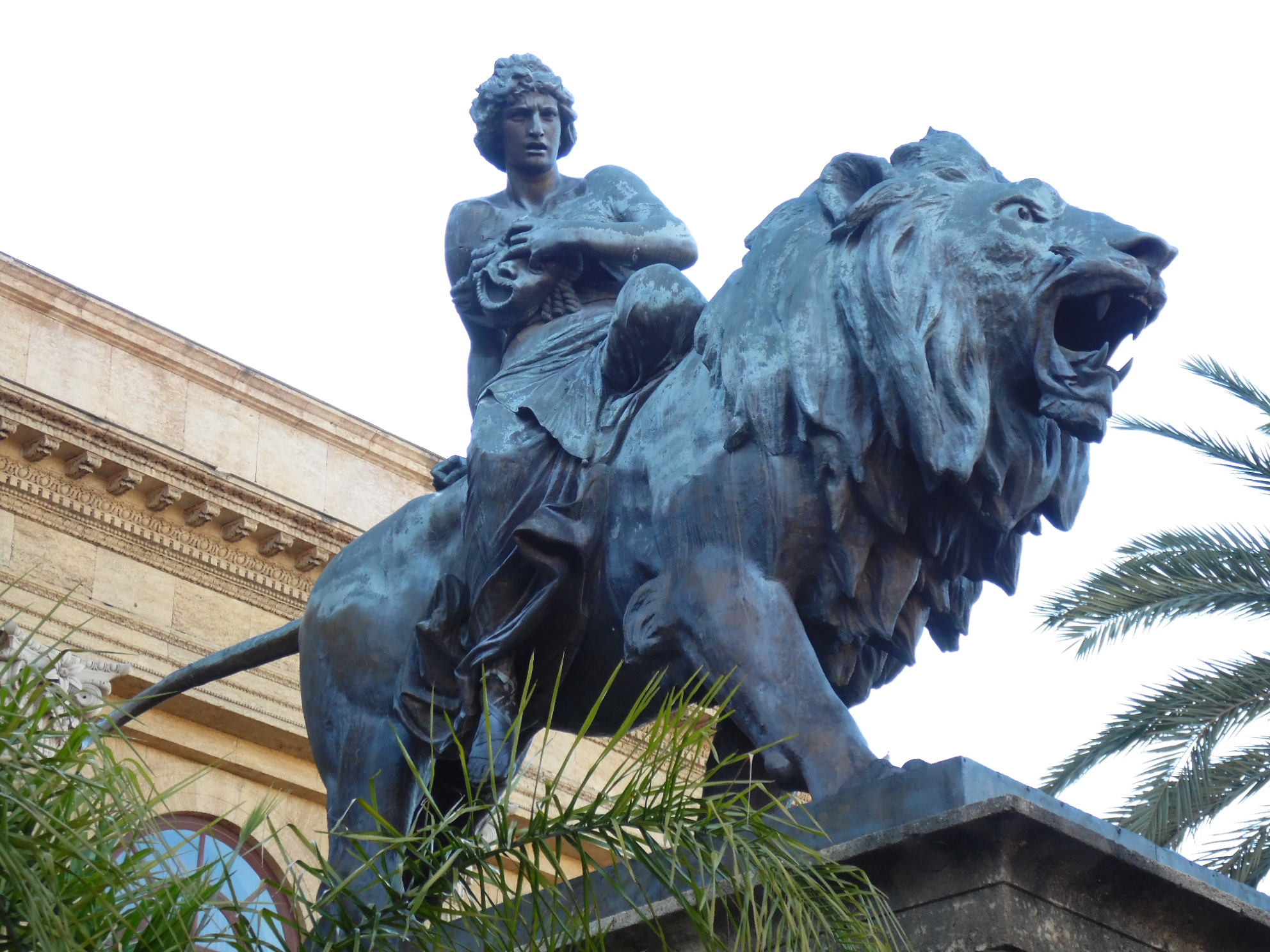
La Tragedia, Teatro Massimo, Palerme
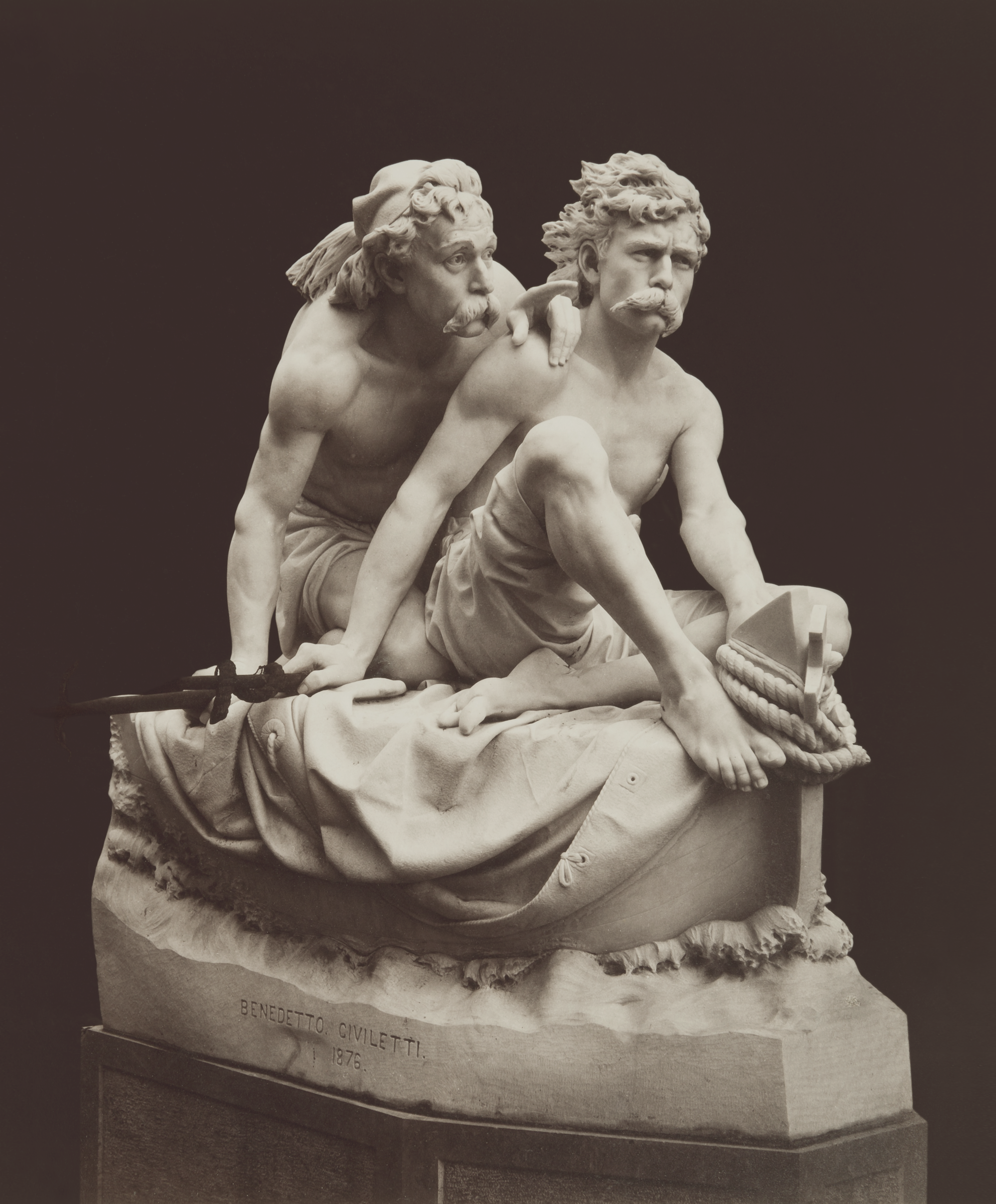
Kanaris à Chios, jardin Piersanti Mattarella, Palerme (1878)
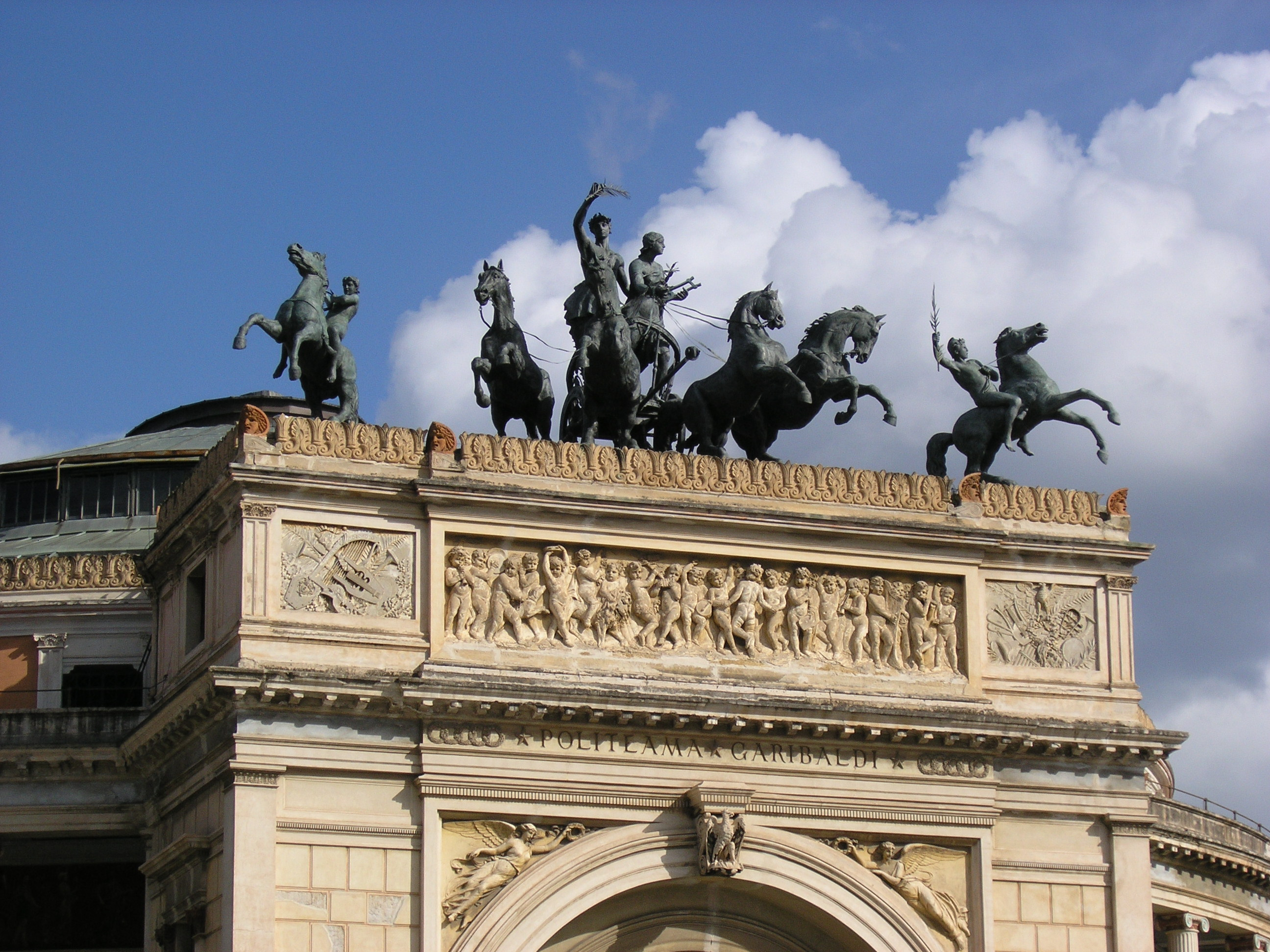
Quadriga di Apollo, Teatro Politeama, Palerme
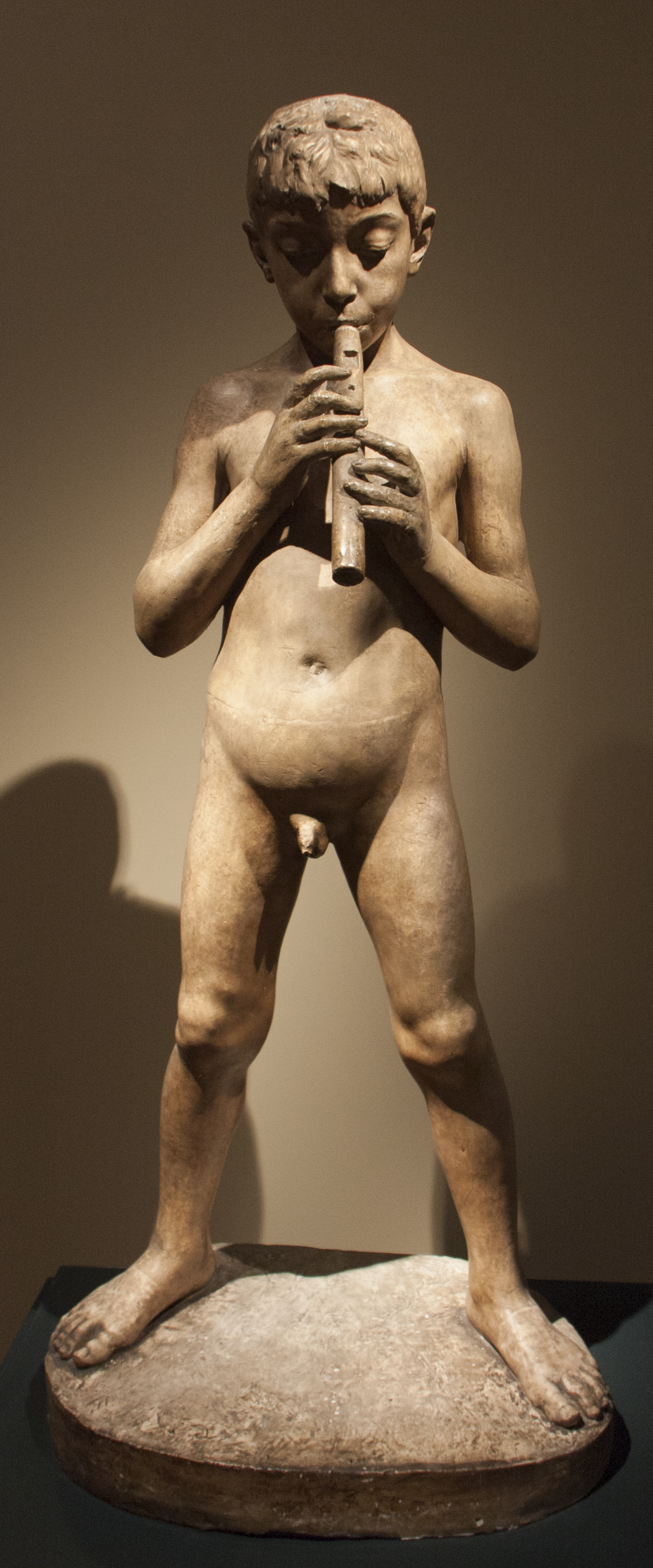
Il Pifferaio (ca. 1890)
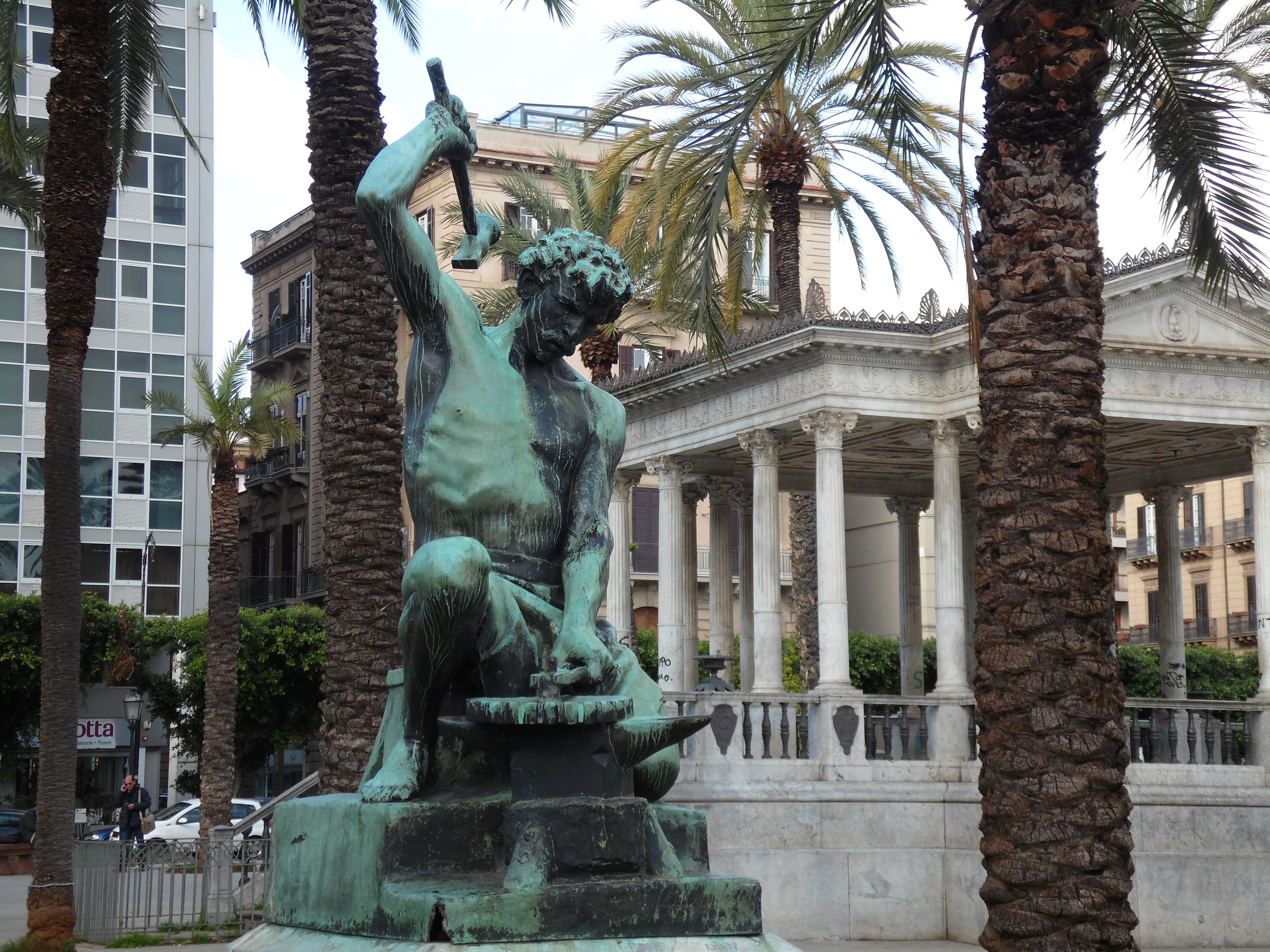
Lavoro (1895)